# Буркхард (Остмарк)
Буркхард (на немски: Burkhard, Burchard; * сл. 926, † ок. 981) е от 955 до 976 г. първият маркграф на баварската Marchia orientalis или Остмарк / Остаричи, както в края на първото хилядолетие е познато Маркграфство Австрия, след победата на Ото I над унгарците (955). С него започва отново създаването на марката, която била опустошена от нападенията на унгарците през 907 г.
Буркхард участва в бунта на Хайнрих Баварски срещу император Ото II и затова е сменен през 976 г. от първия от рода на Бабенбергите Леополд I. Той резидирал вероятно в Пьохларн, чрез което някои го свързват с Рюдигер фон Бехеларен (Песен за Нибелунгите).